# Reserva Extrativista Baixo Juruá
A Reserva Extrativista do Baixo Juruá é uma unidade de conservação federal do Brasil categorizada como reserva extrativista e criada por Decreto Presidencial em 01 de agosto de 2001 numa área de 187.982 hectares no estado do Amazonas.